# Cariddi (traghetto)
Il Cariddi è stato un traghetto di tipo ferroviario costruito nel 1932 dai Cantieri Riuniti dell'Adriatico di Trieste per conto delle Ferrovie dello Stato ed effettuava il collegamento tra continente e Sicilia attraverso lo Stretto di Messina. La nave fu innovativa per avere un sistema di propulsione tipo Elettro-Diesel.

NT Cariddi dopo la ristrutturazione del 1953

Il 16 agosto 1943 durante la Seconda guerra mondiale, venne autoaffondata; recuperata successivamente fu sottoposta ad una totale ristrutturazione nel 1953, che comportò l'allungamento dello scafo, l'aggiunta di sovrastrutture e l'aggiunta di un quarto binario per aumentarne la capacità di trasporto.
Nel 1990 la nave venne definitivamente alienata e nel 1992 venne acquistata dalla Provincia di Messina con l'intento di trasformarla in un museo galleggiante. Il 14 marzo 2006, però, la Cariddi affonda nello specchio d'acqua antistante il molo degli ex Cantieri Navali Picciotto all'esterno del porto di Messina, dove era ormeggiata da diversi anni.
Nel 2012, la Provincia Regionale di Messina assegna alcuni reperti della nave all'Istituto Nautico Caio Duilio di Messina. A marzo 2013, delle 5 scialuppe recuperate dopo l'affondamento (la dotazione iniziale di bordo era di 6), tre vengono demolite e due donate ad associazioni marinaresche.